# Moulins (Aisne)
Moulins è un comune francese di 97 abitanti situato nel dipartimento dell'Aisne, della regione dell'Alta Francia.

## Società

### Evoluzione demografica
Abitanti censiti